# Cochlospermum vitifolium
Cochlospermum vitifolium là một loài thực vật có hoa trong họ Bixaceae. Loài này được (Willd.) Spreng. mô tả khoa học đầu tiên năm 1827.